# Долина Нактонг
Долина Нактонг (англ. Naktong Vallis) — давня річкова долина в квадранглі Arabia на Марсі, розташована на 5.2° північної широти та 32.9° східної довготи. Завдовжки 494 км, її було названо 1982 року на честь річки в Кореї. Naktong Vallis є частиною системи ланцюгових озерних ландшафтів Нактонґ/Скамандер/Мамерз, що є зручним у порівнянні із земними системами, як-от Міссурі/Міссісіпі. Долина починається біля екватора на захід від кратера Teisserenc de Bort, далі йде на південний захід від кратера Janssen і закінчується в районі кратера Араго.

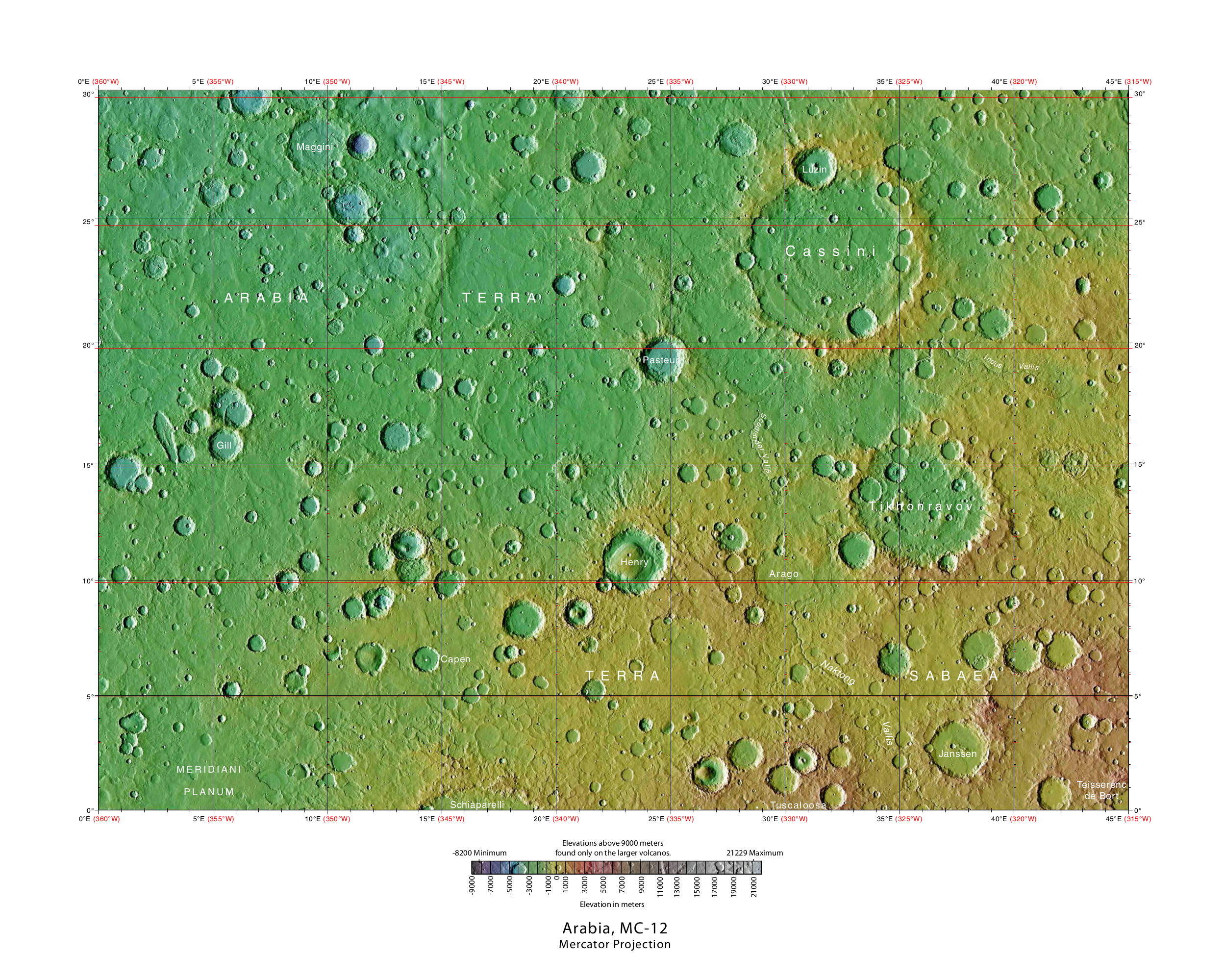
Топографічна мапа квадранґлу Arabia